# Edmund Herring

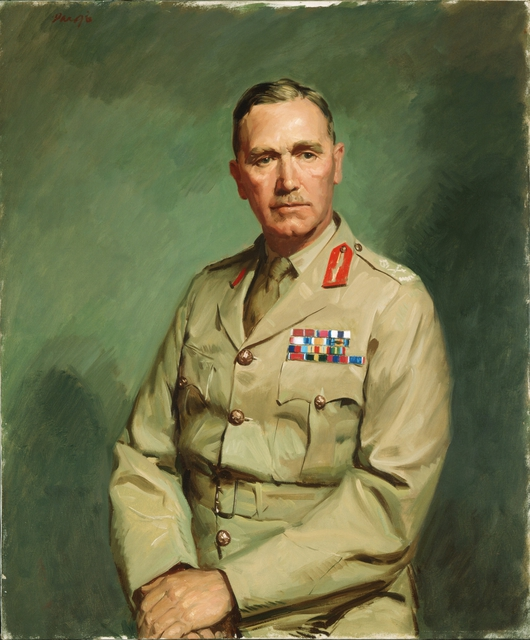
Edmund Herring (1945)

Sir Edmund Francis Herring KCMG, KBE, DSO, MC, QC (* 2. September 1892 in Maryborough, Queensland, Australien; † 5. Januar 1982 in Melbourne) war ein australischer Generalleutnant und Politiker.

## Biografie
Herring diente als Soldat in der British Army im Ersten Weltkrieg und wurde dabei mit dem Distinguished Service Order sowie dem Military Cross ausgezeichnet.
Während des Zweiten Weltkrieges diente er als Oberst der Australian Army zunächst in Nordafrika sowie im Rang eines Generalmajors als Kommandeur der 6. Australischen Division in Griechenland, bevor er zum Kommandeur der Truppen auf Neuguinea ernannt wurde. 1942 wurde er zum Generalleutnant befördert und war erst Kommandierender General des II. Australischen Korps und dann von 1942 bis 1944 Kommandierender General des I. Korps. 1943 wurde er wegen seiner Verdienste zum Knight Commander des Order of the British Empire geschlagen. Herring sah sich noch einige Jahre später öffentlicher Kritik ausgesetzt wegen seiner Entscheidung als Kommandeur der Neuguinea-Truppen, dass Papua, die Missionare an die Kaiserlich Japanische Armee ausgeliefert hatten, exekutiert werden sollten.
1944 wurde er zum Präsidenten des Obersten Gerichtshofes von Victoria (Chief Justice of the Supreme Court of Victoria) ernannt und hatte dieses Amt bis 1964 inne.
Zugleich war er von 1945 bis 1972 Vizegouverneur (Lieutenant Governor) von Victoria. Als solcher war er vom 20. Februar bis zum 18. Oktober 1949 amtierender Gouverneur von Victoria zwischen dem Ende der Amtszeit von Winston Dugan und dem Amtsantritt von Dallas Brooks. 1949 wurde er als Knight Commander in den Order of St Michael and St George aufgenommen.